# Prix Juno de 2016
Les Prix Juno de 2016 qui honorent les réalisations canadiennes en musique, ont été présentés à Calgary la fin de semaine du 2 et 3 avril 2016. Les cérémonies se sont tenues au Scotiabank Saddledome et diffusées sur les ondes de CTV.

## Événements
Les présentateurs de la cérémonie principale étaient la musicienne Jann Arden, ainsi que l'athlète et personnalité télévisuelle Jon Montgomery. Durant la soirée, Bryan Adams, Dean Brody, Alessia Cara, Dear Rouge, Coleman Hell, Scott Helman, Shawn Hook, Lights, Shawn Mendes, The Weeknd et Whitehorse ont performé sur scène,.

## Nominations

### Personnes
| Artiste de l'année | Groupe de l'année |
| --- | --- |
| - The Weeknd - City and Colour - Drake - Justin Bieber - Shawn Mendes | - Walk off the Earth - Hedley - Marianas Trench - Metric - Three Days Grace |
| Révélation de l'année (artiste) | Révélation de l'année (groupe) |
| - Alessia Cara - Coleman Hell - Francesco Yates - Scott Helman - Tobias Jesso Jr. | - Dear Rouge - Half Moon Run - Milk & Bone - The Elwins - Young Empires |
| Choix du public | Auteur compositeur de l'année |
| - Justin Bieber - Alessia Cara - Carly Rae Jepsen - Cœur de pirate - Dean Brody - Drake - Shawn Hook - Shawn Mendes - The Weeknd - Walk off the Earth | - Abel Tesfaye - "Can't Feel My Face" (coauteurs Max Martin, Savan Kotecha, Peter Svensson, Ali Payami), "In the Night" (coauteurs Ahmad Balshe, Max Martin, Savan Kotecha, Peter Svensson, Ali Payami), "The Hills" (coauteurs Ahmad Balshe, Emmanuel Nickerson, Carlo Mantagnese) sur Beauty Behind the Madness par The Weeknd - Béatrice Martin - "Carry On", "Crier tout bas", "Oceans Brawl" sur Roses par Cœur de pirate - Buffy Sainte-Marie - "Farm in the Middle of Nowhere", "Ke Sakihitin Awasis (I Love You Baby)", "Love Charms (Mojo Bijoux)" sur Power in the Blood par Buffy Sainte-Marie - Dallas Green - "Blood", "Lover Come Back", "Wasted Love" sur If I Should Go Before You par City and Colour - Tobias Jesso Jr. - "When We Were Young" sur 25 par Adele; "Alive" sur This Is Acting par Sia; "Without You" sur Goon par Tobias Jesso Jr. |
| Producteur de l'année | Ingénieur de l'année |
| - Bob Ezrin - "Honey Honey", "What Love Is All About" sur What Love Is All About par Johnny Reid - Dallas Green (coproducteur Karl Bareham) - "Lover Come Back", "Wasted Love" sur If I Should Go Before You par City and Colour - Henry "Cirkut" Walter - "Locked Away avec Adam Levine" (coproducteur Lukasz "Dr. Luke" Gottwald) sur What Dreams Are Made Of par Rock City; "Sugar" (co-producer Joshua "Ammo" Coleman) sur V par Maroon 5 - Steve Webster & Emilie-Claire Barlow - "La Llorona", "On a Clear Day" sur Clear Day par Emilie-Claire Barlow - Thomas "Tawgs" Salter - "Bungalow" sur Augusta par Scott Helman; "Rule the World" (coproducteur Gianni Luminati) sur Sing It All Away par Walk off the Earth | - Shawn Everett - "Don't Wanna Fight", "Gimme All Your Love" sur Sound & Color par Alabama Shakes - Gus van Go - "Downtown", "Sweet Disaster" sur Leave No Bridge Unburned by Whitehorse - Liam O'Neil - "Celebrate", "The Governess" sur Pagans in Vegas par Metric - Noah "40" Shebib - "Jungle", "Know Yourself" sur If You're Reading This It's Too Late par Drake - Serban Ghenea - "Can't Feel My Face", "In the Night" sur Beauty Behind the Madness par The Weeknd |

### Albums
| Album de l'année | Album aborigène de l'année |
| --- | --- |
| - The Weeknd, Beauty Behind the Madness - Drake, If You're Reading This It's Too Late - Jean Leloup, À Paradis City - Justin Bieber, Purpose - Shawn Mendes, Handwritten | - Buffy Sainte-Marie, Power in the Blood - Armond Duck Chief, The One - Black Bear, Come and Get Your Love: The Tribe Session - Derek Miller, Rumble - Don Amero, Refined |
| Album alternatif adulte de l'année | Album adulte contemporain de l'année |
| - Whitehorse, Leave No Bridge Unburned - Daniel Romano, If I've Only One Time Askin' - Joel Plaskett, The Park Avenue Sobriety Test - Mo Kenney, In My Dreams - Tobias Jesso Jr., Goon | - Johnny Reid, What Love Is All About - Diana Krall, Wallflower - Don Amero, Refined - Jann Arden, A Jann Arden Christmas - The Tenors, Under One Sky |
| Album alternatif de l'année | Album blues de l'année |
| - BRAIDS, Deep in the Iris - Destroyer, Poison Season - Majical Cloudz, Are You Alone? - U.S. Girls, Half Free - Viet Cong, Viet Cong | - Harrison Kennedy, This Is from Here - Big Dave McLean, Faded But Not Gone - Blackburn, Brothers in This World - David Gogo, Vicksburg Call - Jerome Browne, Sliding Delta Michael |
| Album pour enfants de l'année | Album classique de l'année – Solo ou ensemble de chambre |
| - The Swinging Belles, More Sheep, Less Sleep - Big Block Singsong, Greatest Hits - Bobs and LoLo, Dirty Feet - Ginalina, Forest Friends' Nature Club Album - Splash'N Boots, Songs from the Boot | - James Ehnes, Franck & Strauss: Violin Sonatas - Angela Hewitt, Liszt: Piano Sonata & Sonnets - ARC Ensemble, Chamber Works by Jerzy Fitelberg - Cecilia String Quartet, Mendelssohn: Op. 44 nos. 1, 2 - Elinor Frey, Berlin Sonatas |
| Album classique de l'année – Grand ensemble ou soliste avec grand ensemble d'accompagnement | Album classique de l'année – Performance vocale ou chorale |
| - Orchestre Symphonique de Montréal avec Olivier Latry et Jean-Willy Kunz, Symphony and New Works for Organ and Orchestra - James Ehnes avec Sydney Symphony, Vivaldi: Four Seasons - Orchestre Métropolitain, Mahler 10 - Paul Merkelo, Orchestre Symphonique de Montréal, Tomasi, Desenclos, Jolivet: French Trumpet Concertos - Stewart Goodyear avec Czech National Symphony, Rachmaninov: Piano Concertos 2 & 3 | - L'Harmonie des Saisons, Las Ciudades de Oro - Claire de Sévigné, Maria Soulis, et Aradia Ensemble, Vivaldi: Sacred Music, Vol. 4 - Canadian Chamber Choir, Sacred Reflections of Canada - A Canadian Mass - Jeff Reilly avec Andrea Ludwig, Charles Daniels, John Potter, et Suzie LeBlanc, Peter-Anthony Togni: Responsio - Marie-Nicole Lemieux, Chansons Perpétuelles |
| Album chrétien/gospel contemporain de l'année | Album country de l'année |
| - Dan Bremnes, Where the Light Is - Amanda Cook, Brave New World - Matt Maher, Saints and Sinners - The City Harmonic, We Are - Tim Neufeld, TREES - Chapter 2 | - Autumn Hill, Anchor - Brett Kissel, Pick Me Up - Dean Brody, Gypsy Road - High Valley, County Line - Paul Brandt, Frontier |
| Album électronique de l'année | Album francophone de l'année |
| - Pomo, The Other Day - AM Static, A Life Well Lived - Concubine, Concubine - Discrete, The Midas Touch - Humans, Noontide | - Jean Leloup, À Paradis City - Ariane Moffatt, 22h22 - Galaxie, Zulu - Louis-Jean Cormier, Les grandes artères - Marie-Pierre Arthur, Si l'aurore |
| Album instrumental de l'année | Album international de l'année |
| - Colin Stetson et Sarah Neufeld, Never Were the Way She Was - Afiara Quartet et Skratch Bastid, Spin Cycle - Cris Derksen, Orchestral Powwow - Esmerine, Lost Voices - Jens Lindemann et Tommy Banks, Legacy Live | - Adele, 25 - Hozier, Hozier - Meghan Trainor, titre - One Direction, Four - Vance Joy, Dream Your Life Away |
| Album jazz de l'année – Solo | Album jazz de l'année – Groupe |
| - Robi Botos, Movin' Forward - Al Muirhead, It's About Time - Curtis Nowosad, Dialectics - Rich Brown, Abend - Tara Davidson, Duets | - Allison Au Quartet, Forest Grove - Brad Turner Quartet, Over My Head - Jerry Granelli Trio, What I Hear Now - Mark Kelso & The Jazz Exiles, Stealing From My Youth - Peripheral Vision, Sheer Tyranny of Will |
| Album jazz vocal de l'année | Album heavy metal de l'année |
| - Emilie-Claire Barlow, Clear Day - Alex Pangman, New - Dan Brubeck Quartet, Live from the Cellar - Jaclyn Guillou, This Bitter Earth - Tara Kannangara, Some Version of the Truth | - Kataklysm, Of Ghosts and Gods - Cancer Bats, Searching for Zero - Diemonds, Never Wanna Die - Fuck the Facts, Desire Will Rot - KEN mode, Success |
| Album pop de l'année | Album rock de l'année |
| - Justin Bieber, Purpose - Hedley, Hello - Scott Helman, Augusta - Shawn Mendes, Handwritten - Walk off the Earth, Sing It All Away | - Death from Above 1979, The Physical World - Bryan Adams, Get Up - Matthew Good, Chaotic Neutral - Nickelback, No Fixed Address - The Sheepdogs, Future Nostalgia |
| Album roots contemporain de l'année | Album roots traditionnel de l'année |
| - Buffy Sainte-Marie, Power in the Blood - Alan Doyle, So Let's Go - Fortunate Ones, The Bliss - Frazey Ford, Indian Ocean - LeE HaRVeY OsMOND, Beautiful Scars | - Pharis and Jason Romero, A Wanderer I'll Stay - J. P. Cormier, The Chance - Jayme Stone, Jayme Stone's Lomax Project - Old Man Luedecke, Domestic Eccentric - The Wainwright Sisters, Songs in the Dark |
| Album de musique du monde de l'année | |
| - Boogat, Neo-Reconquista - Alex Cuba, Healer - Gypsy Kumbia Orchestra, Revuelta Danza Party - The Lemon Bucket Orkestra, Moorka - The Souljazz Orchestra, Resistance | |

### Chansons et enregistrements
| Simple de l'année | Composition classique de l'année |
| --- | --- |
| - The Weeknd, "Can't Feel My Face" - Alessia Cara, "Here" - Drake, "Hotline Bling" - Justin Bieber, "What Do You Mean?" - Ria Mae, "Clothes Off" | - Dinuk Wijeratne, "Two Pop Songs on Antique Poems" - John Burge, "Piano Quartet" - Jordan Pal, "The Afar" - Michael Oesterle, "Centennials" - Nicole Lizée, "Bookburners"                     |
| Chanson dance de l'année | Chanson R&B/Soul de l'année |
| - Keys N Krates, "Save Me" feat. Katy B - A-Trak, "We All Fall Down" feat. Jamie Lidell - Autoerotique & Max Styler, "Badman (Torro Torro Remix)" - Borgeous & Lights, "Zero Gravity" - Sleepy Tom & Diplo, "Be Right There" "At All" by Kaytranada was originally nominated in this category, but later review discovered that it was originally released outside the eligibility period and it was replaced on the nominee list by "Zero Gravity". | - The Weeknd, Beauty Behind the Madness - Alessia Cara, Four Pink Walls - August Rigo, The Fall Out - Dru, "Déjà Vu" - Patrick Lehman, Butchy's Son                                            |
| Chanson rap de l'année | Chanson reggae de l'année |
| - Drake, If You're Reading This It's Too Late - BADBADNOTGOOD & Ghostface Killah, Sour Soul - Kardinal Offishall, Kardi Gras, Vol. 1: The Clash - k-os, Can't Fly Without Gravity - SonReal, For the Town | - Kafinal, "Nah Complain" feat. Daddy U Roy - Dubmatix, The French Sessions - Exco Levi, "Hello Mama" - Kreesha Turner, "Sexy Gal" feat. T.O.K. - Lyndon John X, Escape from the Mongoose Gang |

### Autres
| Emballage de l'année | Vidéo de l'année |
| --- | --- |
| - Lost Voices - Esmerine Clyde Henry Productions (Chris Lavis et Maciek Szczerbowski) (directeurs artistiques/designers/illustrateurs/photographes), Constellation: Ian Ilavsky (designer) - Club Meds - Dan Mangan + Blacksmith Cam Dales (directeur artistique/designer), Ben Clarkson (directeur artistique/illustrateur) - Elements - Long Distance Runners Duncan Major (directeur artistique/designer), Joel Upshall (photographe) - West Trainz - West Trainz Erik West Milette (directeur artistique) - Les Grandes artères - Louis-Jean Cormier Sarah Marcotte-Boislard (directeur artistique) | - "Hello" - Adele Xavier Dolan - "Virgins" - Death from Above 1979 Eva Michon - "Dark Days" - PUP Jeremy Schaulin-Rioux et Chandler Levack - "For the Town" - SonReal Peter Huang - "Avalanche" - Kalle Mattson Philip Sportel |